# Adagio per a cordes

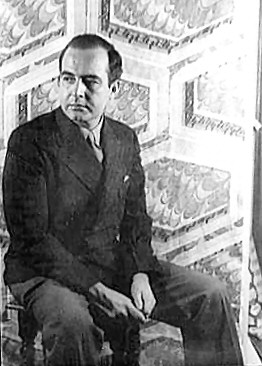
Fotografia de Samuel Barber l'any 1944, autoestima de l'obra.

L'Adagio per a cordes és una composició musical composta el 1936 per Samuel Barber que originalment formava part del seu Quartet de Corda núm. 1, op. 11. Arturo Toscanini, aleshores director de l'NBC Symphony Orchestra, la va estrenar el novembre de 1938. El concert va ser retransmès per la ràdio des de Nova York per milions de radiooients d'Amèrica del Nord. El 2004 l'obra mestra de Barber va ser votada com la composició clàssica més melangiosa mai escoltada, pels oients del programa de la BBC Today.